# Représentations diplomatiques de Maurice (pays)

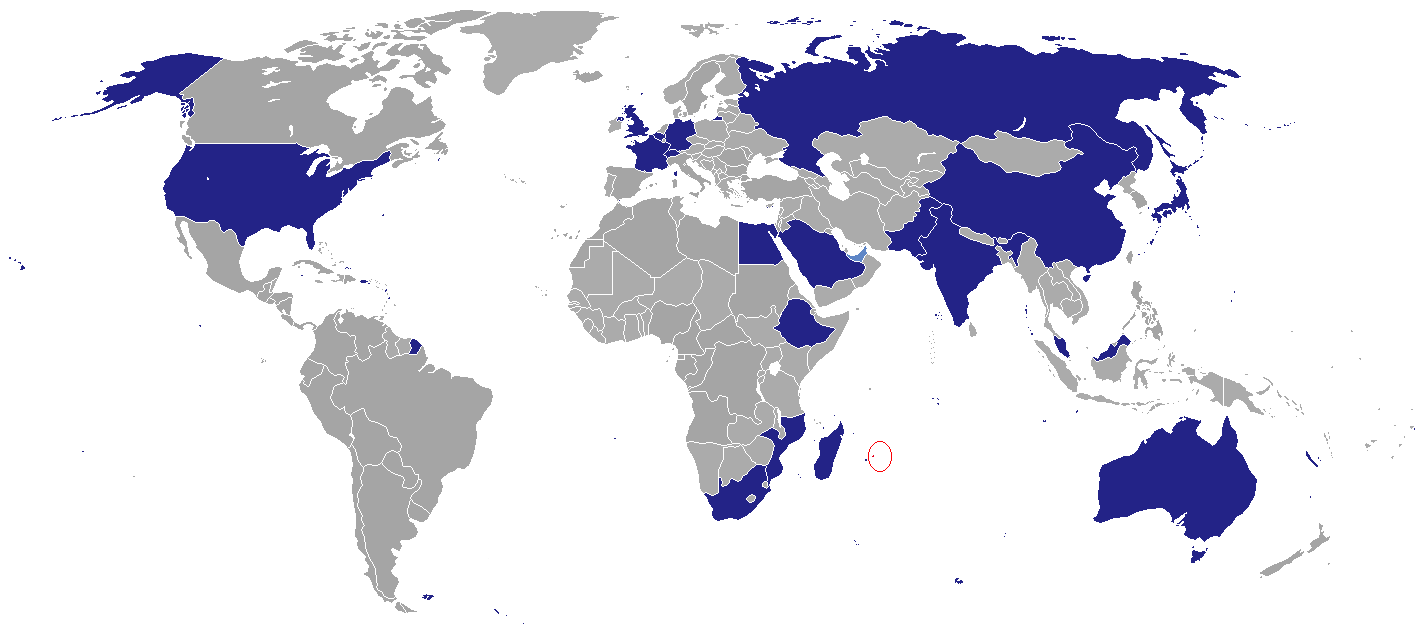
Pays accueillant des représentations diplomatiques de Maurice.

Ceci est une liste des représentations diplomatiques de Maurice, à l'exclusion des consulats honoraires. Maurice a une petite présence dans le monde.

## Afrique
- Afrique du Sud
  - Pretoria (haut-commissariat)
- Égypte
  - Le Caire (ambassade)
- Éthiopie
  - Addis-Abeba (ambassade)
- Madagascar
  - Antananarivo (ambassade)
- Mozambique
  - Maputo (haut-commissariat)

## Amérique
- États-Unis
  - Washington (ambassade)

## Asie
- Arabie saoudite
  - Riyad (ambassade)
- Chine
  - Pékin (ambassade)
- Émirats arabes unis
  - Dubaï (consulat général)
- Inde
  - New Delhi (haut-commissariat)
  - Bombay (consulat)
- Malaisie
  - Kuala Lumpur (haut-commissariat)
- Pakistan
  - Islamabad (haut-commissariat)

## Europe
- Allemagne
  - Berlin (ambassade)
- Belgique
  - Bruxelles (ambassade)
- France
  - Paris (ambassade et consulat)
- Royaume-Uni
  - Londres (haut-commissariat)
- Russie
  - Moscou (ambassade)
- Suisse
  - Genève (ambassade)

## Océanie
- Australie
  - Canberra (haut-commissariat)

## Organisations internationales
- Union africaine
  - Addis-Abeba (mission permanente)
- Union européenne
  - Bruxelles (mission)
- ONU
  - Genève (mission permanente auprès des Nations unies et des organisations internationales)
  - New York (mission permanente)
- UNESCO
  - Paris (mission permanente)

## Galerie

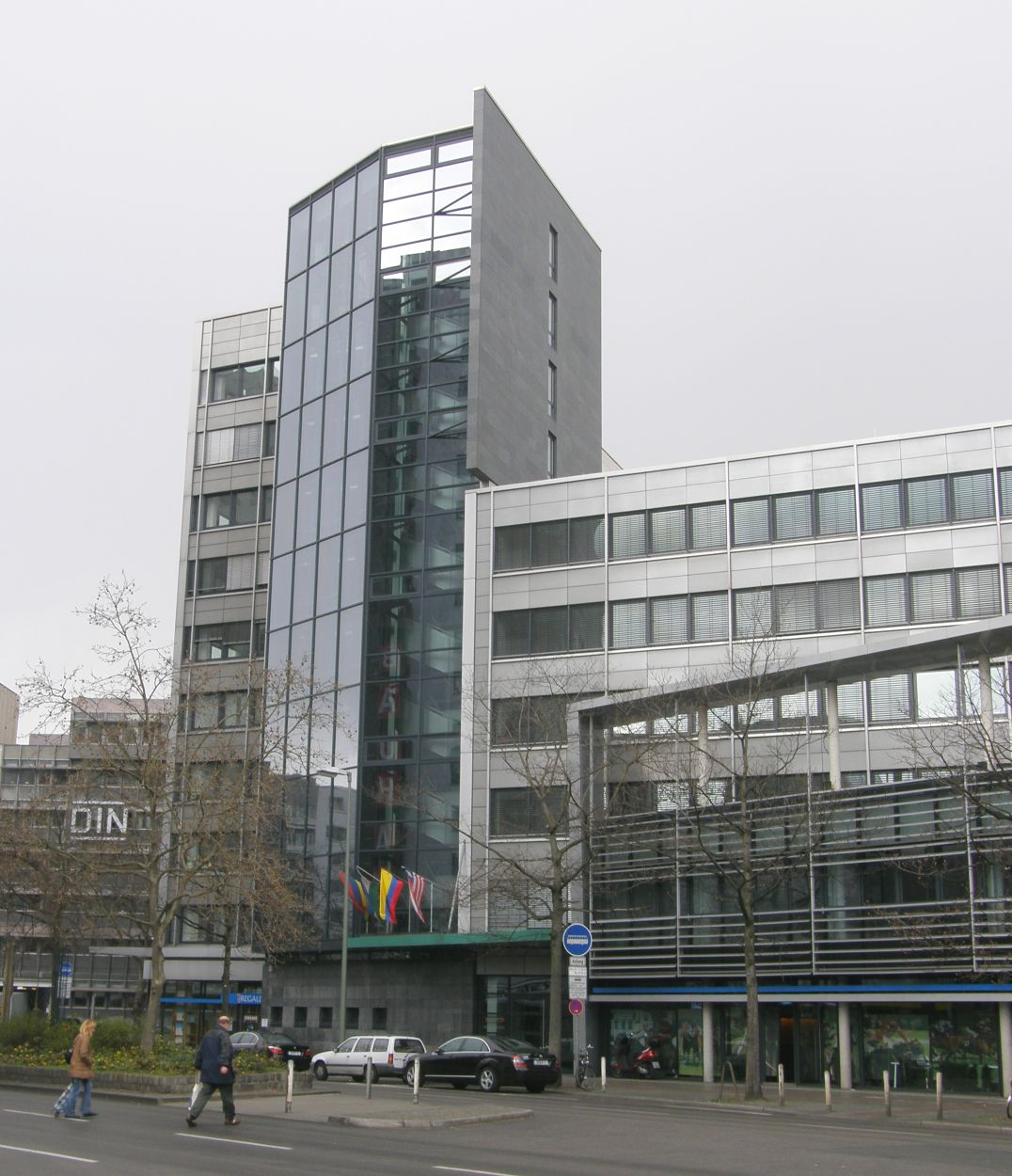
Ambassade à Berlin.
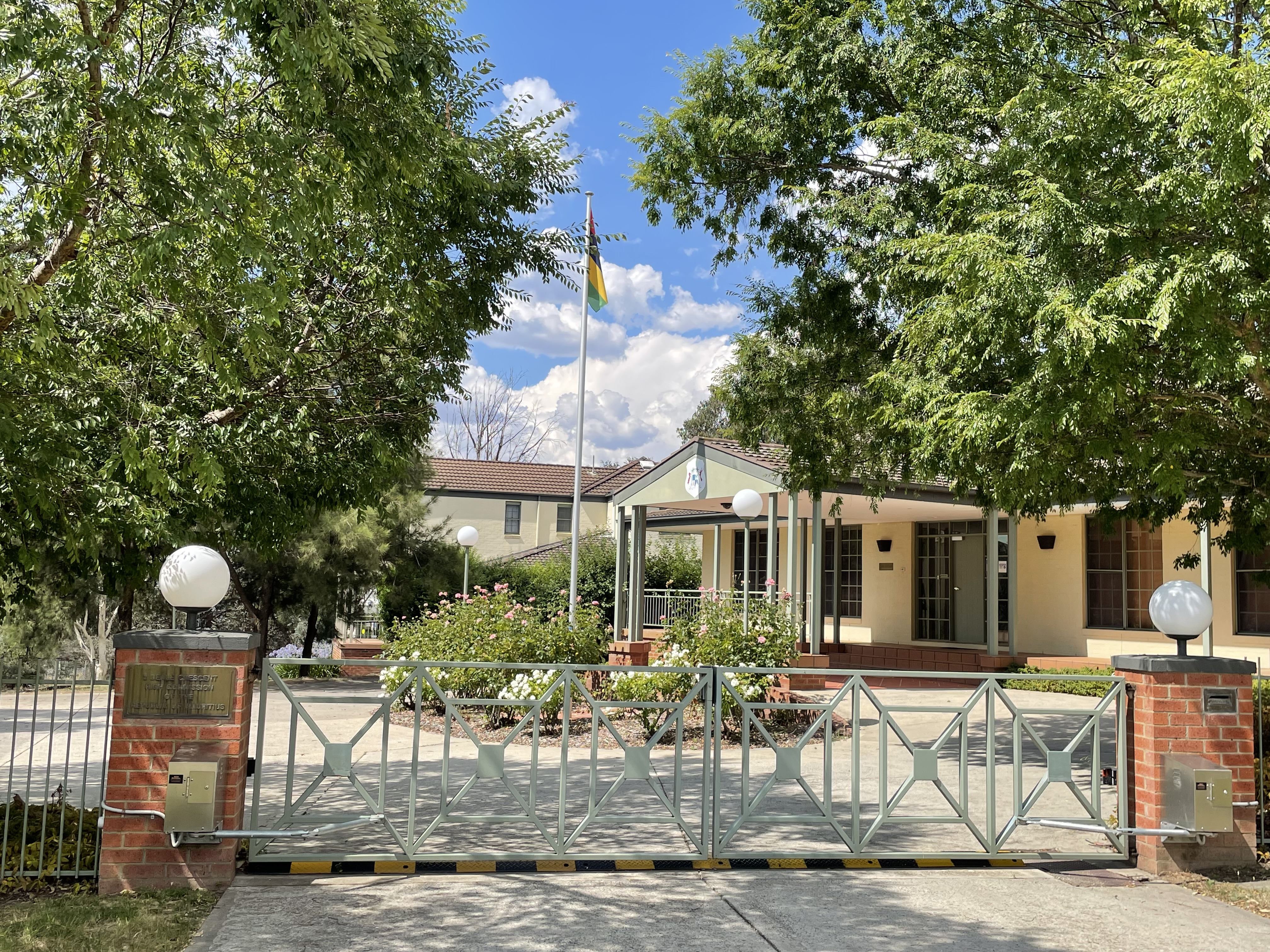
Haut-commissariat à Canberra.
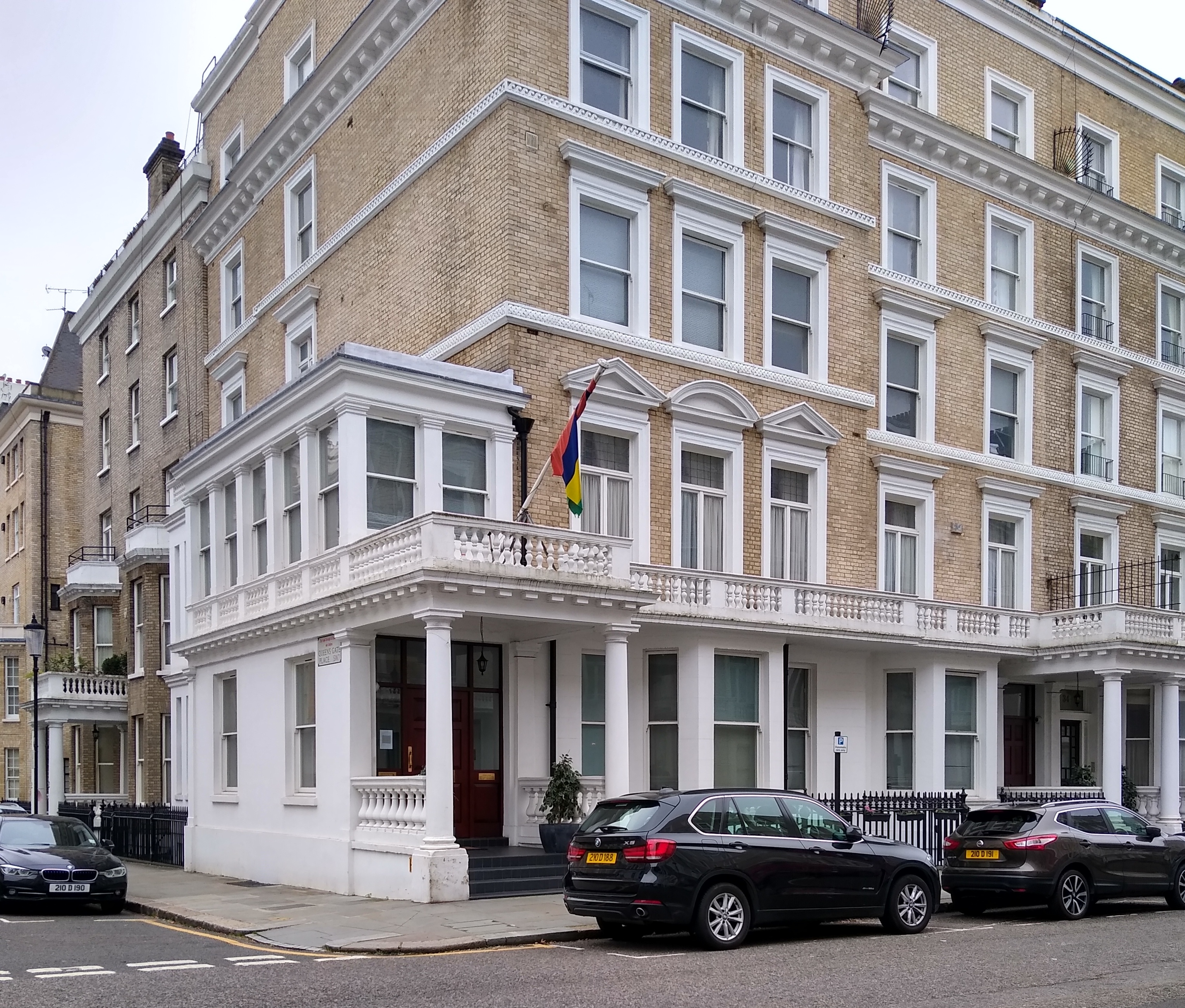
Haut-commissariat à Londres.
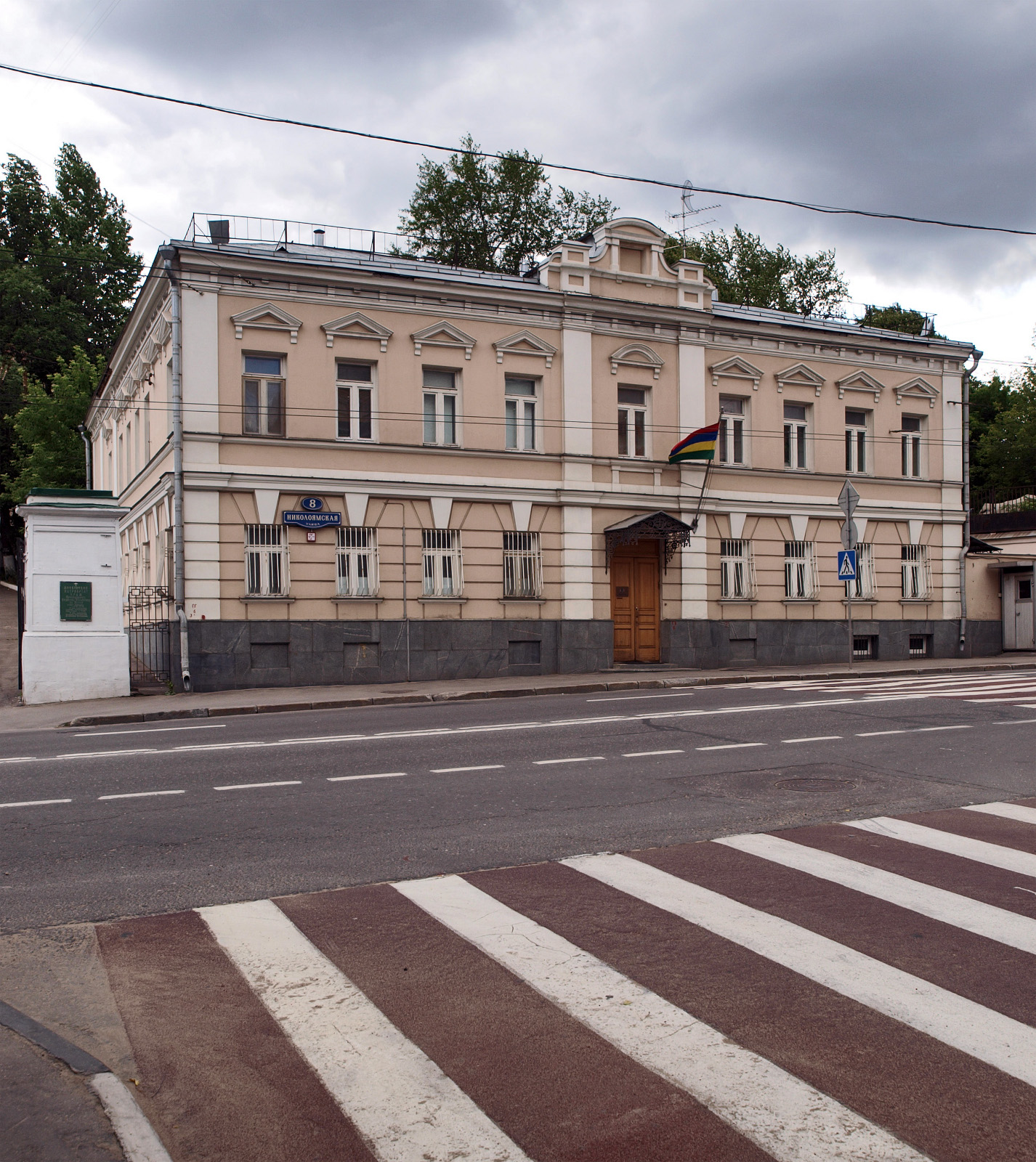
Ambassade à Moscou.
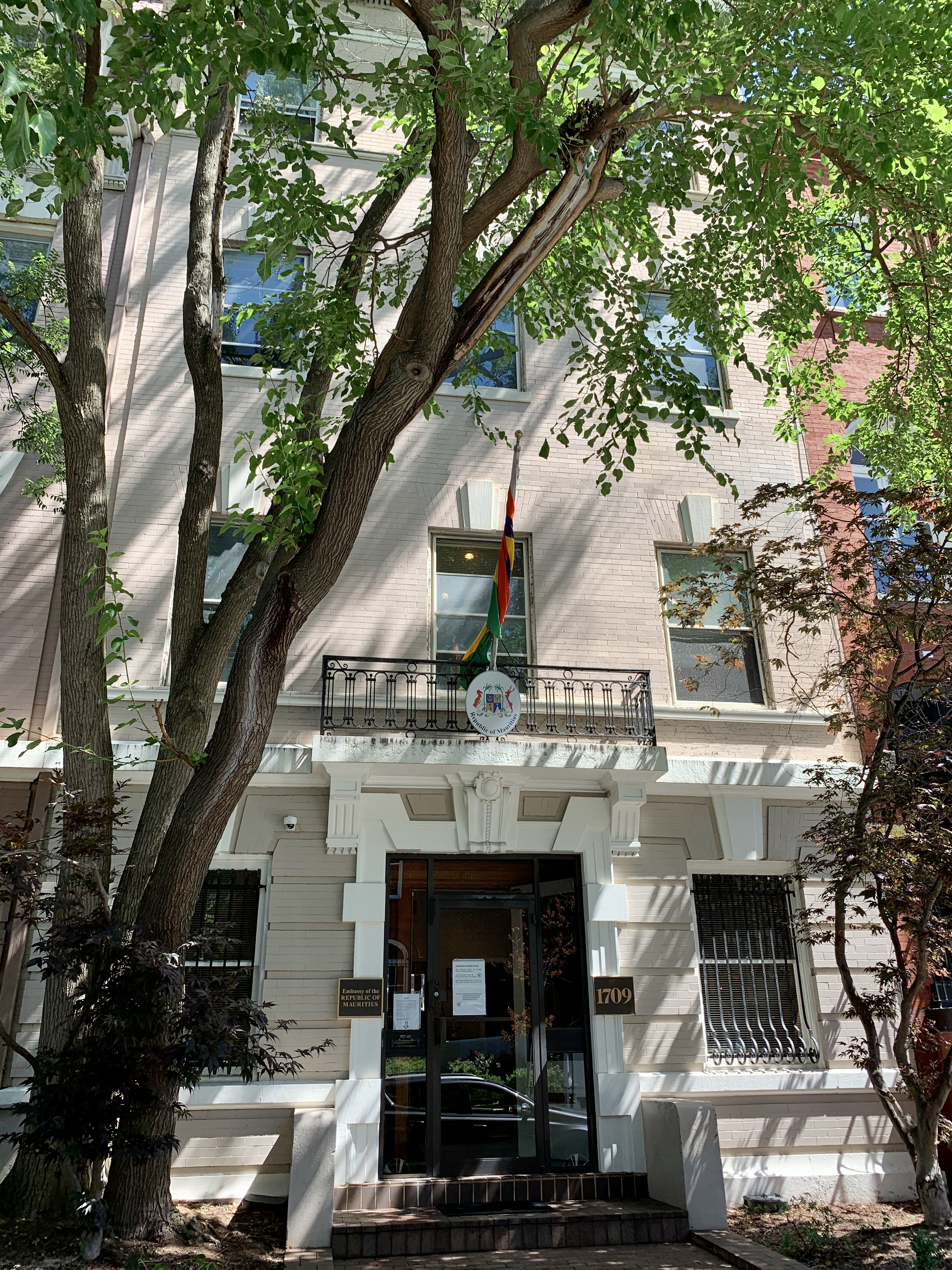
Ambassade à Washington.